# Moshisaurus
"Moshisaurus" es el nombre inválido dado a un dinosaurio saurópodo, que vivió a mediados del período Cretácico, durante el Aptiense en Japón. Está basado en el ejemplar NSM PV 17656, encontrado en Moshi, Iwaizumi-cho, Shimohei-gun, Prefectura de Iwaki, Isla Honshu, en sedimentos de la Formación Tanohata, parte del Grupo Miyako.